# Script doctor
Lo script doctor è uno sceneggiatore o un drammaturgo ingaggiato da un produttore televisivo, cinematografico o teatrale per riscrivere o rifinire un copione esistente, intervenendo su una o più caratteristiche quali la struttura, i personaggi, i dialoghi, il ritmo, il tema e altri elementi.

## Caratteristiche
Generalmente uno script doctor non viene menzionato fra gli autori della sceneggiatura (divenendo così di fatto un ghostwriter) per diverse ragioni, sia di carattere professionale che artistico. Normalmente viene chiamato a lavorare su sceneggiature di cui è cominciata la produzione (ovvero che hanno ricevuto il cosiddetto "semaforo verde"), durante lo sviluppo e la pre-produzione di un film, per intervenire su specifici problemi del testo che possono essere stati evidenziati dai finanziatori, dai produttori o dal cast.
Secondo le regole della Writers Guild of America, per essere citato tra gli autori, uno sceneggiatore deve aver realizzato almeno il 50% di una sceneggiatura originale o il 33% di un adattamento da un testo preesistente. Gli sceneggiatori non accreditati non possono concorrere al premio Oscar alla migliore sceneggiatura originale, né al Writers Guild of America Award.

## Elenco di alcuni script doctor
- Ben Hecht (1894 – 1964)
- Herman Jacob Mankiewicz (1897-1953)
- Cesare Zavattini (1902 -1989)
- Dalton Trumbo (1905-1976)
- Tullio Pinelli (1908-2009)
- Ennio Flaiano ( 1910- 1972)
- Ugo Pirro (1920-2008)
- Ennio De Concini (1923-2008)
- Bernardino Zapponi (1927-2010)
- Ruth Prawer Jhabvala (1927-2013)
- Tom Mankiewicz (1942-2010)
- Dan O'Bannon (1946-2009)
- Oliver Stone (1946)
- Paul Schrader (1946)
- Enzo Ungari (1948-1985)
- Douglas Adams (1952-2001)
- Carrie Fisher (1956 – 2016)
- Guillermo Arriaga (1958)
- Elaine May (1932)
- Jay Cocks (1944)
- John Sayles (1950)
- Charlie Kaufman (1958)
- Steve Kloves (1960)
- Scott Frank (1960)
- Aaron Sorkin (1961)
- Alexander Payne (1961)
- David Magee (1962)
- Kenneth Lonergan (1962)
- Tom Stoppard (1937)
- Shane Black (1961)
- Quentin Tarantino (1963)
- David S. Goyer (1965)
- Roger Avary (1965)
- Robert Towne (1934)
- Judd Apatow (1967)
- Adam McKay (1968)
- Noah Baumbach (1969)
- Patton Oswalt (1969)
- Kevin Smith (1970)
- M. Night Shyamalan (1970)
- Vanessa Taylor (1970)
- Craig Mazin (1971)
- Jonathan Nolan (1976)
- Jason Reitman (1977)
- Donald Glover (1983)
- Luciano Vincenzoni (1926 – 2013)[3]
- Joss Whedon (1964)